# Línea 6 (San Juan)
La línea 6 es una línea de colectivos del aglomerado urbano del Gran San Juan en la provincia de San Juan, que recorre los departamentos de Rivadavia, Capital y Santa Lucía. 
Está administrada actualmente por la empresa de carácter privado La Marina S.A. Mientras que hasta el 20 de septiembre de 2005 fue administrada por la empresa La Nueva Sarmiento S.R.L, debido al incumplimiento de los plazos establecidos, para la incorporación de nuevas unidades ofertadas, el gobierno provincial la retiro del servicio.

## Recorrido

### Rivadavia - Terminal de Ómnibus
Las unidades están pintadas de color amarillo. La empresa operadora de este ramal es "La Marina S.A.", que también opera otras líneas en el Gran San Juan.
La oficina de administración se encuentra en Marquesado, departamento Rivadavia.
Ida: Borges - Las Palmeras - Los Paraísos - Cortinez - Valenzuela Varas - R.Calivar - Perito Moreno - Avenida Libertador General San Martín- Av.Rioja - Av.Córdoba - Av.Rawson - Gral.Paz - Estados Unidos (Terminal Ómnibus)
Regreso: Santa Fe - Avenida Rawson - Laprida - Patricias Sanjuaninas - Avenida Libertador General San Martín- Rastreador Calivar - Valenzuela Varas -Cortinez - Los Paraísos - Las Palmeras - Borges (Barrio C.G.T de Rivadavia)